# 克里斯蒂角
72°18′S 170°1′E / 72.300°S 170.017°E
克里斯蒂角（英語：Cape Christie）是南極洲的海岬，位於維多利亞地的博克格雷溫克海岸，處於哈勒特角西北面9公里，是埃迪斯托灣入口處西部，在1841年1月15日由英國探險家詹姆斯·克拉克·羅斯發現，現時由南極條約體系管理。

## 外部連結
. . United States Geological Survey.   [2011-11-12].